# Destilarna Kilbeggan
Destilarna Kilbeggan (prej Brusna Distillery in Locke's Distillery) je destilarna viskija, ki stoji ob reki Brosna v Kilbegganu v grofiji Westmeath na Irskem. Je v lasti podjetja Beam Suntory.
Majhen bakren kotel (pot still) za destilacijo ima dovoljenje od leta 1757, kopija licence je vidna v destilarni.

## Zgodovina
Destilarna je bila ustanovljena leta 1757 in je bila do leta 1798 v rokah Matthiasa McManusa, čigar sin je bil usmrčen v Mullingarju zaradi vloge, ki jo je imel v uporu Združenih Ircev tistega leta.
John Locke je prevzel destilarno leta 1843 in jo leta 1943 prenesel na svoji vnukinji Mary Evelyn in Florence Emily. Gospodarska kriza v 20. in 30. letih dvajsetega stoletja je prizadela tudi družino Locke. Leta 1947 je bila pripravljena za prodajo in uspešen ponudnik Transworld Trust je vključeval goljufe iz Švice in Avstrije. Oliver J. Flanagan je pod poslansko imuniteto zatrdil, da so bili politiki stranke Fianna Fáil povezani z dogovorom; preiskovalni sodnik je dvomil o obtožbi, vendar je na stranko to zelo vplivalo, saj je na volitvah leta 1948 izgubila. 19. marca 1954 se je pridobivanje viskija v destilarni končala. Zaprta je bila do leta 1957, zato je stavba začela propadati. 25 let po zaprtju je skupnost v Kilbegganu destilarno obnovila in jo odprla za javnost kot muzej viskija. Destilarna Cooley je kupila dovoljenje za pridobivanja viskija znamke Kilbeggan in Lockes, kasneje pa je prevzela muzej skupaj z odprtjem nove destilarne v Kilbegganu.

## Danes
Danes je destilarna znana kot Kilbeggan Distillery, ima restavracijo The Pantry Restaurant in delujoče vodno kolo iz 19. stoletja. Lahko jo napaja tudi delujoč parni stroj, vendar se redko uporablja. Vgrajen je bil, da bi lahko delovala tudi ob nizkem vodostaju reke.
Viski so ponovno začeli pridelovati leta 2007 ob 250. obletnici destilarne. Eden od dveh bakrenih kotlov, ki se uporabljata v Kilbegganu, je bil izdelan v zgodnjih 1800-ih in je danes najstarejši še vedno delujoč kotel za pridobivanje viskija na svetu. Nekoč je bil uporabljen v destilarni v Tullamorju. Leta 2010 so v Kilbegganu ponovno oživili destilarno z namestitvijo sodov za drozgo in kadi za fermentacijo. Viski so začeli prodajati leta 2014, tri blagovne znamke so povezane z destilarno:  Kilbeggan, Locke's Blend in Locke's Malt, ki pa so jih že izdelovali prej v Cooleyju v okrožju Louth, od koder jih vozijo v Kilbeggan, kjer jih hranijo v granitnem skladišču, starejšem od 200 let. Konec leta 2009 je destilarna izdala majhne tripaketne vzorce še vedno razvijajočega se novega viskija, starega 1 mesec, 1 leto in 2 leti  (na Irskem mora biti star najmanj tri leta, preden se lahko zakonito imenuje viski).
Center za obiskovalce je bil nominiran pri reviji Whisky Magazine's Icons za viski leta 2008.